# Riesen-Falterfisch
Der Riesen-Falterfisch (Chaetodon lineolatus) ist die größte Art in der Familie der Falterfische. Er erreicht eine Länge von bis zu 30 Zentimetern und gehört somit zu den größten Arten in der Familie der Falterfische. 
Der silbrige, hochrückige und seitlich abgeflachte Körper zeigt eine Reihe von schmalen schwarzen Längsstreifen sowie am Kopf einen breiten schwarzen Streifen, der über die Augen verläuft. Auffallend ist die schwarze Binde, die sich entlang des Rückens vom mittleren Bereich der Rückenflosse bis zur Schwanzwurzel erstreckt. Die hinteren Bereiche der Rücken- und der Afterflosse sind dagegen auffallend gelb gefärbt.
Der Riesen-Falterfisch lebt im Roten Meer sowie im tropischen Indopazifik von der Küste Ostafrikas bis Japan und Französisch-Polynesien. Sein bevorzugter Lebensraum sind Riffe mit starkem Korallenbewuchs, wo er bis zu einer Gewässertiefe bis über 100 Meter zu finden ist. 
Der Gestreifte Falterfisch frisst überwiegend Korallenpolypen und kleine Seeanemonen. Aufgrund seiner speziellen Nahrungsanforderungen ist er für die Aquarienhaltung ungeeignet.